# Royal Boskalis Westminster

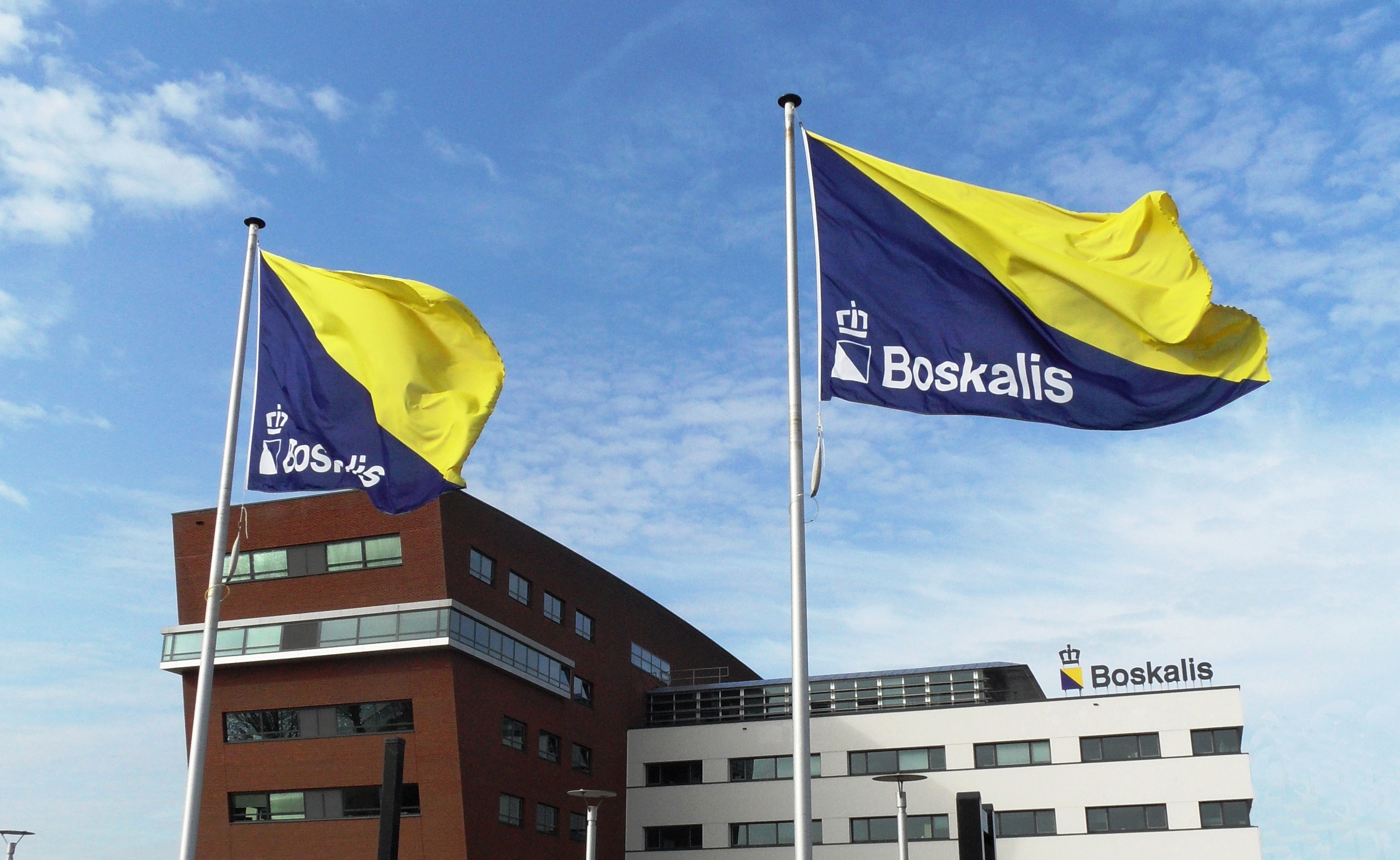
Boskalis-Hauptsitz in Papendrecht

Die Royal Boskalis Westminster N.V. (vormals Koninklijke Boskalis Westminster NV), kurz Boskalis, ist eine niederländische Aktiengesellschaft mit Sitz in Papendrecht, deren Schwerpunkt das Seebaggergeschäft ist.
Seit Ende Februar 2023 befindet sich Boskalis vollständig im Besitz der HAL Holding N.V.

## Übersicht
Zu den traditionellen Geschäftsfeldern der 1910 gegründeten Firma gehört das Baggern von Sand und Schlamm zum Zwecke der Freihaltung von Häfen und Fahrrinnen, die Landgewinnung und der Küstenschutz.
Zu diesem Zweck unterhält die Firma eine große Flotte von etwa 300 Baggerschiffen aller Größen. Dabei handelt es sich vielfach um Eigenentwicklungen.
In neuerer Zeit betreibt Boskalis auch Hafenbau einschließlich technischer Infrastruktur über das Tochterunternehmen „Archirodon“ (Umsatz 141 Millionen Euro), an dem es 40 % hält, und betreibt Hafeninfrastruktur vor allem mit Flüssigerdgasterminals über das Tochterunternehmen „Lamnalco“ (Umsatz 43 Millionen Euro), an dem es 50 % hält.
Weitere Märkte sind Unterwasserfelsarbeiten und Erdarbeiten im Tiefwasser für Offshoreanlagen zur Erdölgewinnung beziehungsweise Erdgasgewinnung wie Bohrplattformen, Förderplattformen, Pipelines etc. Smit Internationale ist seit 2010 eine Tochtergesellschaft des Unternehmens.
In Deutschland betreibt Boskalis mittels seines Tochterunternehmens Heinrich Hirdes GmbH Wasserbau, Nassbaggerei, Dükerbau, Tiefbau, Rammarbeiten, Hafenbau, Sanierungs- und Umwelttechnik und Kampfmittelbeseitigung.
Im Jahre 2016 übernahm Boskalis die Strabag Wasserbau GmbH (ehemals Josef Möbius Bau) vom Strabag-Konzern. Die Firmierung und das Corporate Design der Strabag-Gruppe wurden bis heute beibehalten.
Von 1993 bis 2006 wurde Boskalis von Rob van Gelder, seit 2006 von Peter Berdowski geführt.
Im Dezember 2020 gab die San Miguel Corporation bekannt, dass Royal Boskalis Westminster das Landgewinnungsprogramm für das Design und die Konstruktion des Manila International Airport übernehmen soll. Die geschätzte Projektgröße beträgt 1,5 Milliarden Euro. Das Programm soll im ersten Quartal 2021 beginnen und Ende 2024 abgeschlossen sein.
Mit ihrem Konzernunternehmen Smit Salvage war Royal Boskalis Westminster im März 2021 am Freischleppen des Containerschiffs Ever Given beteiligt, das sieben Tage den Suezkanal blockiert hatte.
Im Februar 2023 wurde bekanntgegeben, dass die Boluda Corporación Marítima die Smit Lamnalco übernehmen will. Smit Lamnalco verfügt über insgesamt 160 Schiffe, wovon 111 Schlepper sind. Smit Lamnalco befindet sich zu 50 % im Besitz von Smit International. Die anderen 50 % gehören der saudi-arabischen / kuwaitischen Rezayat Group.

## Mitarbeiterzahl, Umsatz
Das Unternehmen beschäftigte im Jahr 2020 9.913 Mitarbeiter und erwirtschaftete einen Umsatz von 2,53 Mrd. Euro.

## Eigentümerstruktur
Hauptaktionäre sind (Stand: 31. Dezember 2021):
- HAL Investments B.V.: 46,2 %
- Stichting Hyacinth: 5,95 %
- Sprucegrove Investment Management Limited: 5,16 %
- Marathon Asset Management: 3,57 %
- Moneta Asset Management: 3,07 %

Der Rest ist Streubesitz und liegt vor allem in den USA, Großbritannien und 10 weiteren europäischen Ländern.
Im März 2022 hat die HAL Holding N.V. über ihr Tochterunternehmen HAL Investments B.V. ein öffentliches Übernahmeangebot für alle ausstehenden Aktien vorgelegt.
Am 20. Sep. 2022 haben Boskalis und HAL in einer gemeinsamen Erklärung mitgeteilt, dass sich nun 98,3 % der Aktien der Boskalis im Besitz von HAL befinden. Das Delisting an der Börse Amsterdam wurde angekündigt und erfolgte am 9. November 2022.

## Landgewinnung, Beispiel Palm Islands

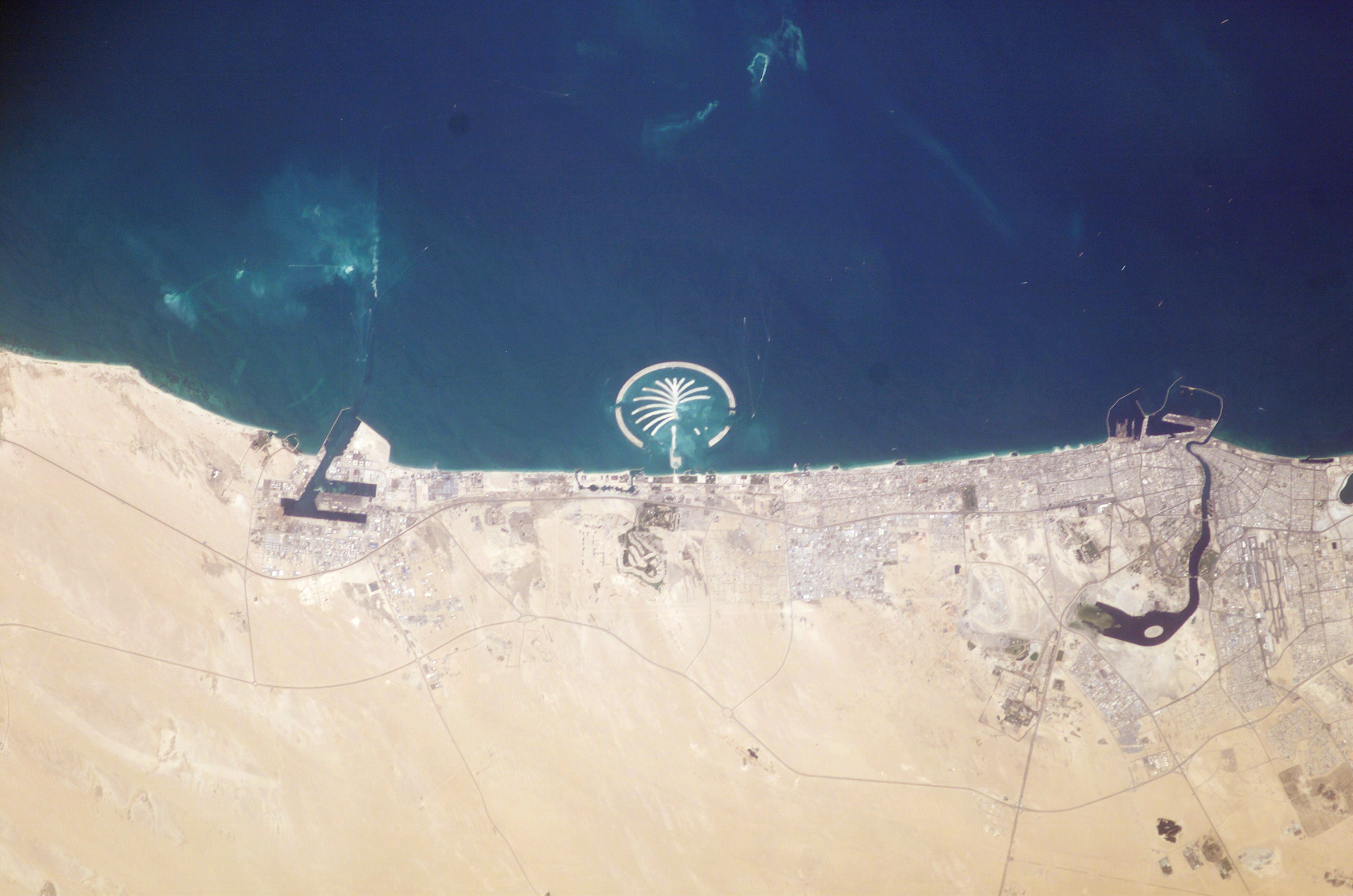
Spektakuläre Beispiele für das Tätigkeitsgebiet von Boskalis: Häfen und eine künstliche Insel in Palmenform in Dubai

In Dubai z. B. beteiligt sich Boskalis mit drei seiner 300 Baggerschiffe, nämlich der Colbart, der Taurus und der Ursa  an der Aufschüttung und Sicherung von Palm Island I, einer künstlichen Insel in Palmenform mit einer Küstenlänge von 120 km, wofür ca. 200 Millionen Kubikmeter Sand und Steine bewegt werden müssen. Meist geht es aber um Containerhäfen, Flüssigerdgasterminals, Landgewinnung für Geschäftsgebäude an den Küsten von Millionenstädten etc.

## Bekannte Einsätze
- Flottmachen der im Suezkanal festgefahrenen Ever Given (2021)
- Auspumpen und Bergen des verfallenen Öltankers FSO Safer im Auftrag der UNO (2023)
- Bergung der auf offener See ausgebrannten Fremantle Highway (2023)

## Konkurrenten
Hauptkonkurrenten sind:
- Jan de Nul Group,  Belgien  Luxemburg
- Van Oord,  Niederlande
- DEME,  Belgien
- VolkerWessels,  Niederlande